# Antoni Juśkiewicz
Antoni Juśkiewicz (ur. 1798 r. w Jarosławiu, zm. 1865r.tamże) – właściciel realności i kupiec w Jarosławiu.

## Życiorys
Urodził się 15 kwietnia 1798 roku w Jarosławiu jako syn Marianny i Michała Juśkiewicz, brat Józefa. W latach 1861–1865 był posłem miasta Jarosławia do Sejmu Krajowego. Uczestniczył w powstaniu styczniowym w 1863 roku.  Zmarł 13 sierpnia 1865 roku w Jarosławiu.